# Jay Torres
Jay Alexander Porras Cuevas (n.  Puerto Rico 13 de abril de 1993) es un cantante, modelo y actor puertorriqueño notable por su entrada en el campo de la música colombiana.

## Biografía
Jay Alexander Torres Cuevas nació en Carolina, Puerto Rico, donde se desempeñó en las artes y deportes. Jugaba en el equipo masculino de baloncesto donde cursaba sus estudios en Saint Francis School, Carolina. Posee un grado en ciencias biomédicas (BS 2016) de la Universidad Liberty y una maestría en fisiología. Como modelo fue Mister Supranational de Carolina del Norte en el 2018, fotografiado por Travis Lane, ha modelado para Aronik Swimwear y ha sido representado por The Industry Model Management en Miami. Comenzó su carrera en el modelaje y la actuación.
En el 2019 publica su primer sencillo, Enguayabao, el cual recibió mucha atención de colombianos, quienes usan el término "guayabo" para referirse a la resaca y algunas escenas del video musical representan situaciones relacionadas con este estado. El viernes, 5 de febrero de 2021 publicó Paisita en las plataformas digitales de música, el cual toma su nombre de la población de la región colombiana, donde la "belleza de los paisita fue lo primero que [Torres] notó." Paisita, que se publica como una canción de agradecimiento a los paisanos, fue escrito por Torres mismo, mientras que fue producida musicalmente por Homero Gallardo en su estudio y la grabación del vídeo se dio en Medellín. Posteriormente, a causa de las repercusiones que ha tenido su música en Colombia, decidió mudarse allí "para continuar su carrera musical." A ese momento tenía "una producción de más de 15 canciones trabajadas," las cuales resultaron que el 12 de julio de 2021 publicara su primer EP, Vevé, en las plataformas digitales de música. Vevé consiste de cinco canciones, cada una con su propio video musical, los cuales fueron publicados en la plataforma de YouTube cada lunes subsiguiente, "destacando su capacidad actoral." Adicionalmente, como actor se ha desempeñado en la serie Life Unfiltered ("Vida sin filtro"), coproducida por Amazon Prime, Hulu, Pluto TV, Vudu, Google Play y Apple TV. En la serie juega el rol del personaje más joven del elenco principal.
Mide 6 pies (2 m) de altura, estuvo basado en Miami, Florida y actualmente radica en Medellín, Colombia. Su labor filantrópica incluye el Cuerpo de voluntarios jesuitas.